# بدائل (فلم)
بدائل (بالإنجليزية: Surrogates) هو فيلم إثارة أُصدر في الولايات المتحدة سنة 2009. من بطولة بروس ويليس.

## طاقم التمثيل
- بروس ويليس

## القصة
قصة الفيلم عن المستقبل حيث الناس يعيشون حياتهم بعيداً عن منازلهم ويتحكمون بكل شيء داخل المنزل بروبوتات متقنة الصنع، هذه الروبوتات تقوم بالعمل بأي شيء تريده وتشعر بما يشعرون هذه الروبوتات مبرمجة ومظهرها بشري جذاب . وهذا النظام يتم تطبيقه في مدينة تعيش بأمن مستتب بسبب النظام منذ زمن، لكن عندما تقع أول جريمة تخلخل هذا النظام الفاضل، يقوم عميل مخابرات بالكشف عن مؤامرة تخص هذه الروبوتات المبرمجة ويخاطر بحياته ليكشف الغز الذي ورائها حيث أنه هو الشيء الوحيد الحقيقي على الأرض وليس روبوتاً كالآخرين .

## الميزانية والإيرادات
بلغت تكلفة إنتاج الفيلم حوالي 80 مليون دولار بينما حقق أرباحاً تقدر بـ 122,444,772 دولار.

## وصلات خارجية
- مقالات تستعمل روابط فنية بلا صلة مع ويكي بيانات